# Andreas Gryphius
Andreas Gryphius (Glogau, 1616- Glogau, 1664) fou un escriptor barroc, considerat el creador del teatre alemany i conegut també per la seva poesia. Fill d'un prevere de Silèsia, va viatjar a Gdańsk (on residí gran part de la seva vida), França, Itàlia. La seva obra mostra el pessimisme característic del període, agreujat per l'experiència de guerra.

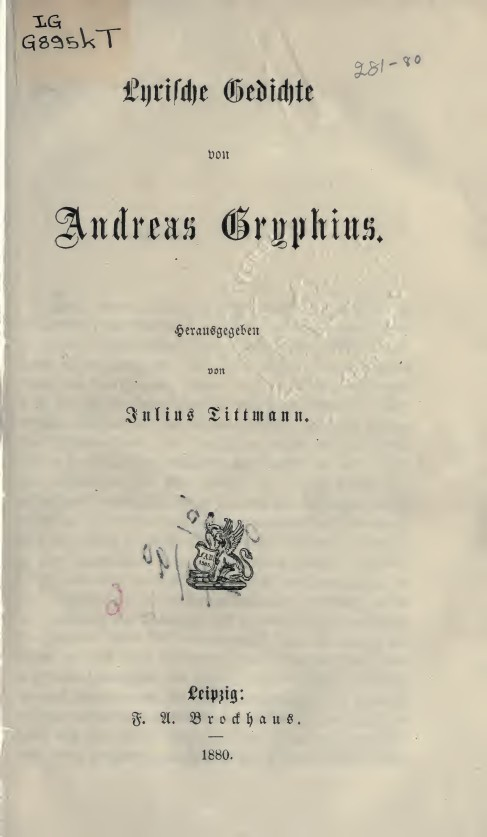
Lyrische Gedichte (1880)

Entre els seus escrits més cèlebres destaquen:
- Kirchhofsgedanken[3]
- Absurda Comica, oder Herr Peter Squentz
- Die geliebte Dornrose
- Horribilicribrifax
- Carolus Stuardus
- Katharine von Georgien

En les seves representacions adaptà els models llatins als temes contemporanis, reversionant històries antigues o creant nous arguments on es mostra la dificultat per ser feliç (fins i tot a les comèdies).